# Temó
Temó är en ort i Mexiko.   Den ligger i kommunen Chilón och delstaten Chiapas, i den sydöstra delen av landet, 800 km öster om huvudstaden Mexico City. Temó ligger 934 meter över havet och antalet invånare är 338.
Terrängen runt Temó är kuperad åt nordväst, men åt sydost är den bergig. Runt Temó är det glesbefolkat, med 16 invånare per kvadratkilometer. Närmaste större samhälle är Ocosingo, 13,1 km söder om Temó. I omgivningarna runt Temó växer i huvudsak städsegrön lövskog.